# 梅林克
梅林 克（うめばやし かつ、1963年- ）は日本の建築家。F.O.B Association主宰。

## 略歴
京都府生まれ。
- 1987年　大阪芸術大学芸術学部建築学科卒業。
- 1987～1994年　高松伸建築設計事務所勤務。
- 1994年　F.O.B Association設立
- 1999年　F.O.B HOMES 設立
- 現在　立命館大学客員教授及び京都大学非常勤講師。

## その他
- 高松事務所時代の担当作品に植田正治写真美術館などがある。
- せんだいデザインリーグ2009審査員。

## 主な作品
- 1996年　AURA
- 2004年　Y HOUSE
- 2009年　Si HOUSE

## 受賞歴
- 1997年　東京建築士会住宅建築賞受賞
- 2001年　グッドデザイン賞